# Kaki (kleur)
Kaki (uitspraak: [ˈkaki] of [ˈkeki]) is een geelbruine aardkleur en ook de benaming van textielweefsel in die grauwgele kleur, zoals katoen. Het woord is overgenomen uit het Engels, dat khaki op zijn beurt ontleende aan het Hindoestani en Urdu en komt oorspronkelijk uit het Perzisch, in welke taal khak letterlijk 'stof, aarde' betekent. Via het Brits-Indisch leger, dat kakikleurige uniformen droeg, waaide het woord vanuit Brits-Indië over naar het Engels.
Ten onrechte wordt het woord kaki soms ook voor olijfgroene tinten gebruikt. De militaire uniformen van veel landen waren vanaf de eerste helft van de twintigste eeuw meer olijfgroen (bruingroen) dan de vroegere bruinere (zandkleurige) kakiuniformen zoals die aanvankelijk door het Brits-Indisch leger werden gedragen. In veel Europese landen werd die groenere kleur ook kaki genoemd.
De kleur wordt door veel legers over de hele wereld gebruikt, alsook in de jacht en bijvoorbeeld de padvinderij. In gebieden met een gematigd klimaat integreren bruingroene tinten goed met de natuurlijke kleuren van grond en vegetatie, wat kaki geschikt maakt voor camouflagedoeleinden.
De kleur lijkt overigens niet op die van de (sub)tropische kakivrucht, Diospyros kaki, die geel tot rood is.

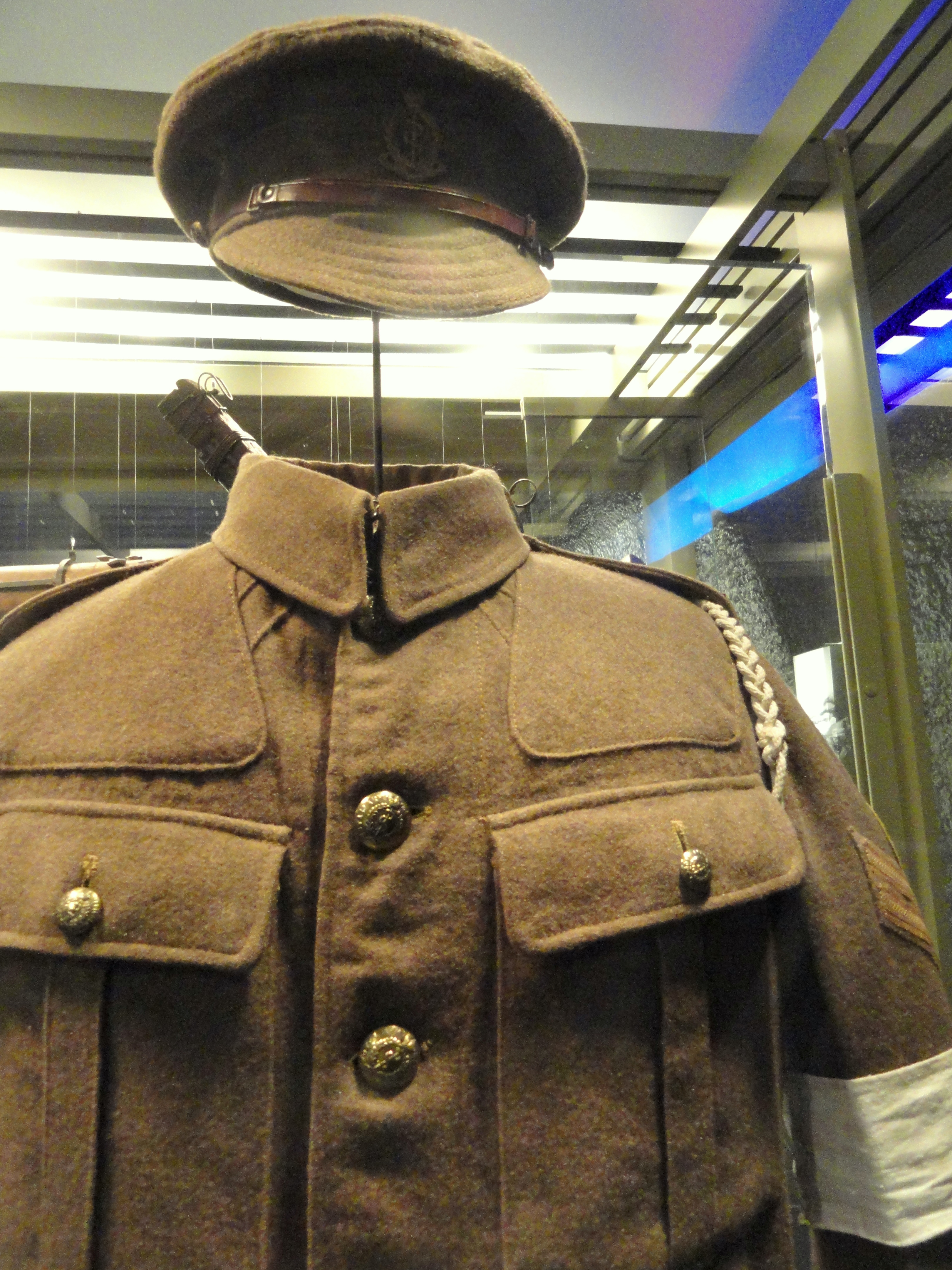
Brits kakikleurig legeruniform uit 1915
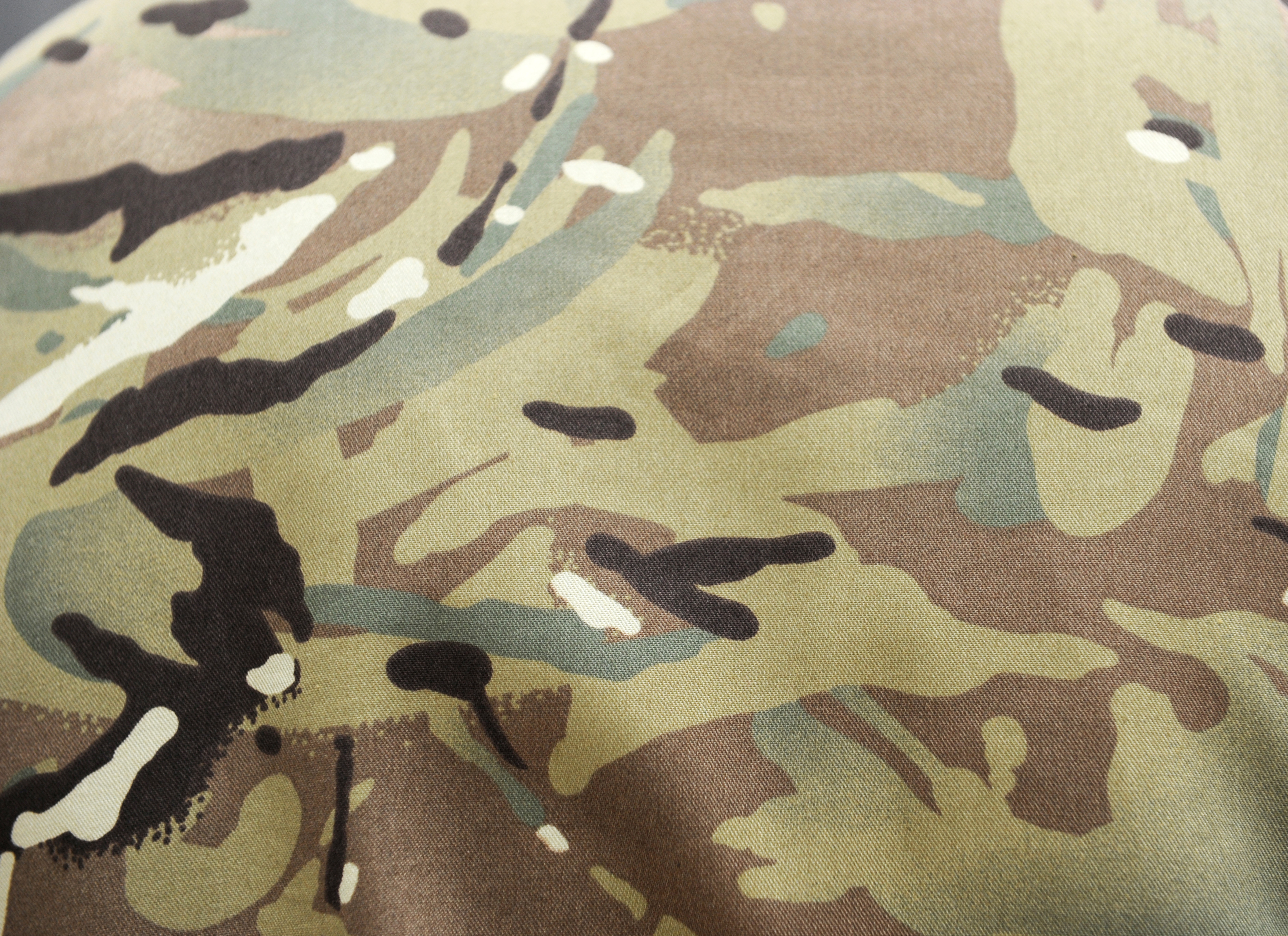
Vroeg-21e-eeuws kaki camouflagepatroon ontworpen voor de Britse krijgsmacht in Afghanistan